# Ardres
 Ardres  es una población y comuna francesa, situada en la región de Norte-Paso de Calais, departamento de Paso de Calais, en el distrito de Saint-Omer. Es el chef-lieu del cantón de Ardres.

## Historia
Durante varios siglos fue ciudad fronteriza con la ciudad inglesa de Calais. Ocupada por las tropas españoles del archiduque Alberto en mayo de 1596, fue devuelta a Francia en 1598 mediante la Paz de vervins.

## Demografía
| 2997 | 3195 | 3126 | 3390 | 3936 | 4154 |
| Para los censos de 1962 a 1999 la población legal corresponde a la población sin duplicidades (Fuente: INSEE [Consultar]) |      |      |      |      |      |